# Rubanostreptus punctatulus
Rubanostreptus punctatulus är en mångfotingart som först beskrevs av Carl Graf Attems 1910.  Rubanostreptus punctatulus ingår i släktet Rubanostreptus, och familjen Spirostreptidae. Inga underarter finns listade.